# Ceresium fallaciosum
Ceresium fallaciosum är en skalbaggsart som beskrevs av Holzschuh 1995. Ceresium fallaciosum ingår i släktet Ceresium och familjen långhorningar. Inga underarter finns listade i Catalogue of Life.